# Heilig Kreuz (Seßlach)

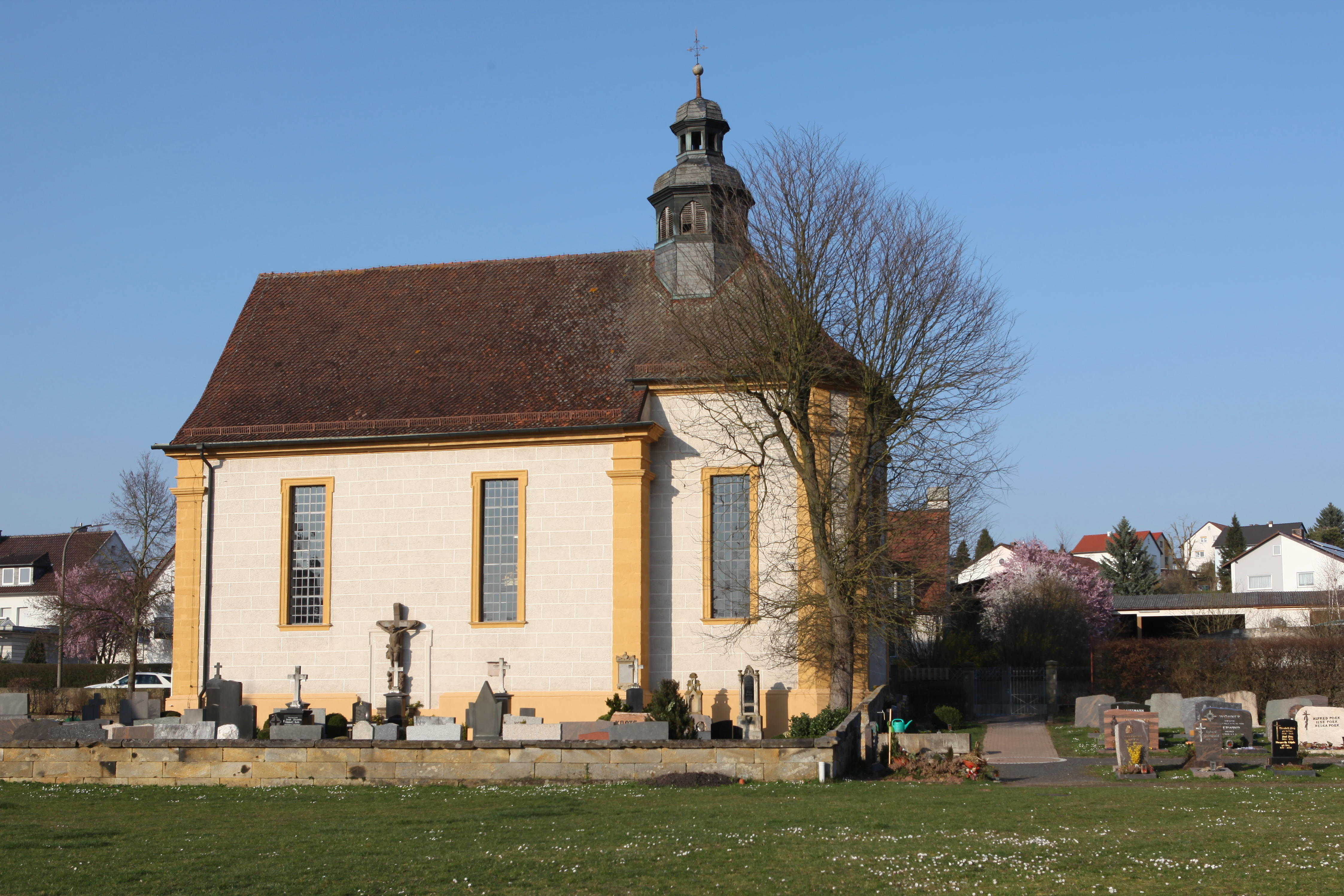
Friedhofskapelle Heilig Kreuz in Seßlach

Die römisch-katholische Friedhofskapelle Heilig Kreuz in der oberfränkischen Gemeinde Seßlach im Landkreis Coburg stammt aus dem Anfang des 18. Jahrhunderts.

## Geschichte
Die Kapelle errichtete 1705–1708 der Seßlacher Baumeister Hanns Michael Schmitt vor den Mauern der Stadt. Sie ersetzte eine kleine, baufällige Wegkapelle aus dem Spätmittelalter, die vor dem Rothenberger Tor stand. Der Pfarrer Hermann Flender hatte das Gotteshaus gespendet. 1713 folgte die Konsekration. 1754 erhielt die Kirche eine Empore, die 1907 im Rahmen einer Renovierung für das Aufstellen einer Orgel erneuert wurde.

## Beschreibung

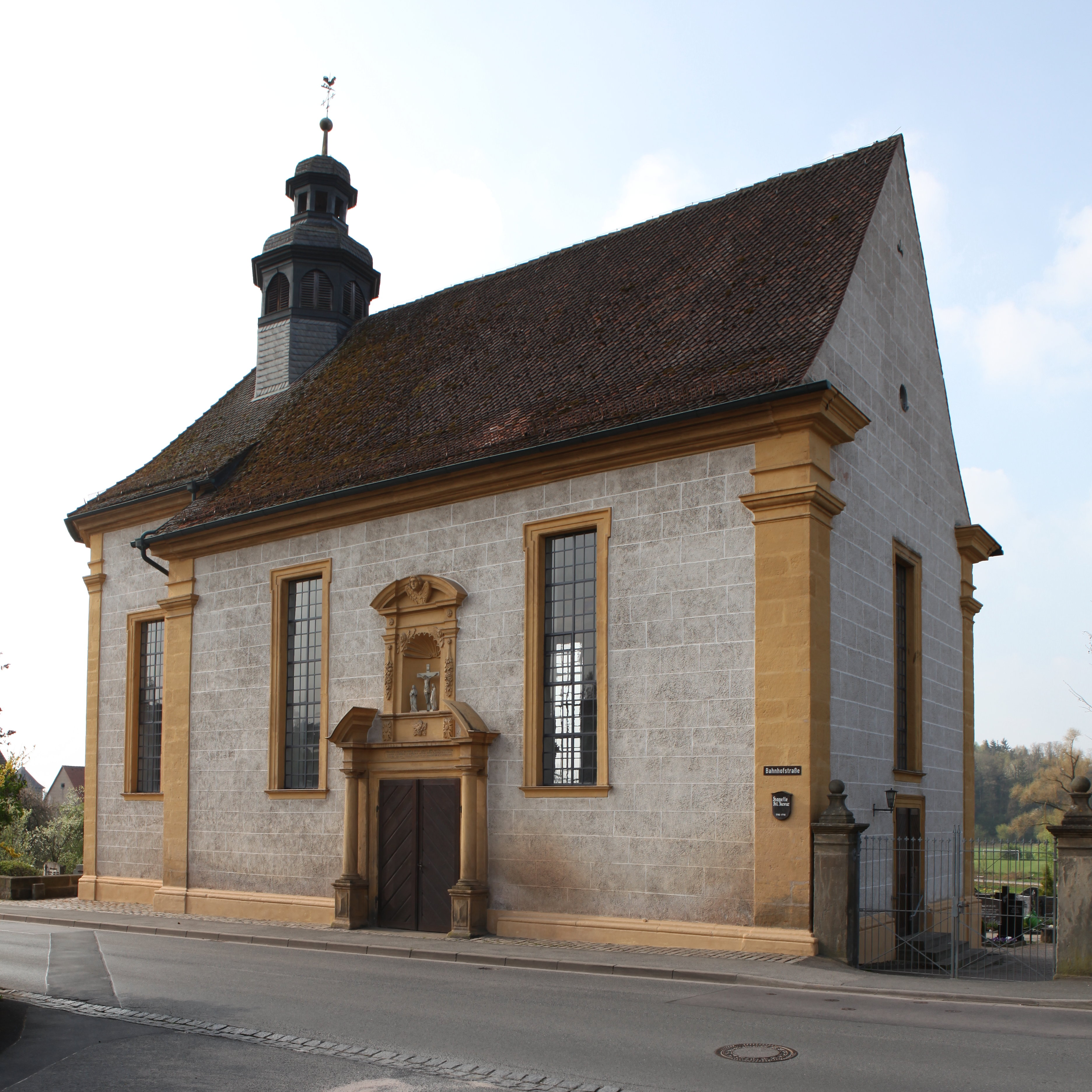
Nordöstliche Fassade

Die Kapelle steht vor dem Hattersdorfer Tor. Sie ist östlich von der Straße nach Dietersdorf und westlich vom Friedhof begrenzt. Der Saalbau hat einen eingezogenen rechteckigen Chor mit abgeschrägten Ecken und drei hohen Rechteckfenstern. Er wird von einer verputzten Flachdecke mit einem einfachen Rahmenstuck und einem Mittelspiegel über einer kräftig profilierten Kehle überspannt. Ein stark einspringender Chorbogen mit profilierten Kämpfern verbindet den Altarraum mit dem Langhaus, das zwei weit gestellte Fensterachsen mit hohen Rechteckfenstern besitzt. In der Giebelseite und der nordöstlichen Längsfront sind mittig rechteckige Eingänge angeordnet. Über dem Innenraum befindet sich eine flache Putzdecke über einer profilierten Hohlkehle. Die Decke schmückt ein System aus doppelten, rechteckigen Mittelrahmen aus Stuck mit anschließenden Rundmedaillons. Der innere Rahmen ist aus kräftigen Akanthusgirlanden gebildet. Die hölzerne Orgelempore an der nordwestlichen Seite tragen zwei schlanke Stützen. Die gerade Brüstung hat gebauchte Baluster zwischen Vierkantpfeilern.
Der Außenbau besteht aus verputzten Sandsteinquadern mit aufgemalten Quaderlinien. Ein profilierter, umlaufender Sockel, toskanische Pilaster an den Gebäudekanten und geohrte Profilrahmungen bei den Türen sowie Fenstern, jeweils aus Haustein, gliedern die Fassade.
Ein mit Ziegeln gedecktes Satteldach, über dem Chorschluss abgewalmt, bildet den oberen Abschluss. Über dem Chorfirst befindet sich ein verschieferter, achtseitiger Dachreiter aus Holz. Der hat rundbogige, jalousieverkleidete Schallöffnungen, eine gedrückte Haube, eine niedrige Laterne mit Rechtecköffnungen, eine kleine Haube, eine Spitze, einen Knauf, ein Kreuz und eine Wetterfahne.

## Ausstattung
Der Hochaltar, bestehend aus einem marmorierten Holzaufbau mit vergoldetem Dekor und einem Steinstipes mit schlichter Holzverkleidung, stammt aus einer Coburger Werkstatt. Es war ursprünglich ein frühbarocker Altar, der Ende des 19. Jahrhunderts unter anderem durch Änderung des Schnitzdekors und der Fassung in einen Renaissancealtar umgestaltet wurde. Der Aufbau wird von zwei nach innen gestellten korinthischen Säulen eingerahmt. Seitlich vor den Säulen stehen Holzstatuen der Bamberger Bistumsgründer, des Kaiserpaares Heinrich II. und Kunigunde. An den Flanken des Aufbaus wächst aus Akanthuswangen je ein schwebender Engel. Im Mittelabschnitt befindet sich ein Schnitzrahmen mit Akanthusdekor rundbogig schließend mit dem Altarblatt, das als Ölbild auf einer Leinwand den kreuztragenden Christus zeigt. Das Werk des Nürnberger Künstlers T. Weiß stammt aus dem Jahr 1900. Eine lorbeerumkränzte Kartusche zeigt die Weiheinschrift. Der Hochaltar wird von einem Rosenkranzmedaillon und einem kleinen hölzernen Vesperbild, das Maria den Leichnam Jesu mit den Händen umklammernd zeigt, und einer Strahlenglorie mit dem Jesusmonogramm bekrönt.
Der linke Seitenaltar ist gleichen Ursprungs und ähnlich gestaltet wie der Hochaltar. Das Ölbild auf dem Altarblatt zeigt eine Darstellung des heiligen Josef auf dem Sterbebett, die wohl um 1708 entstanden ist. Auf seitlichen Konsolen befinden sich stehende Engel als Holzfiguren, der rechte Engel mit einem Zimmermannswinkel. Die Figuren stammen wohl noch aus dem 17. Jahrhundert und sind vermutlich Werke des Kulmbacher Bildhauers Johann Georg Schlehendorn. Den oberen Abschluss bildet eine Statue eines Bischofs mit einem knienden, betenden Kind.
Der rechte, wesentlich kleinere Seitenaltar wird auf das späte 17. Jahrhundert datiert. Wie die beiden anderen Altäre wurde er im 19. Jahrhundert überarbeitet. Die Fassung wurde mehrfach erneuert. Holzfiguren auf vorgesetzten Postamenten stellen links den heiligen Antonius von Padua, und rechts den heiligen Franziskus dar. Das Mittelfeld mit einem rechteckig gerahmten Altarblatt zeigt auf einem Ölbild, das um 1700 entstanden ist, eine fünf figurige Kreuzgruppe. Der Altarauszug besteht aus einem gerahmten Altarblatt mit einem Ölbild mit dem Martyrium der heiligen Barbara und darüber eine kleine Holzfigur des heiligen Georg zu Pferd.
Die wohl bauzeitliche, hölzerne Kanzel ist marmoriert. Sie hat einen achtseitigen Korpus. Vor den Brüstungsfeldern stehen auf kleinen Akanthuskonsolen fünf Holzstatuen. Es sind Darstellungen der Gottesmutter Maria, des heiligen Joseph, der Heiligen Heinrich und Kunigunde sowie des heiligen Antonius. Das Gestühl besteht aus naturbelassenem Eichenholz mit klassizistischem Schnitzdekor. Es ist ein Werk des Seßlacher Schreiners Andreas Rathgeber, vermutlich im zweiten Viertel des 19. Jahrhunderts entstanden.

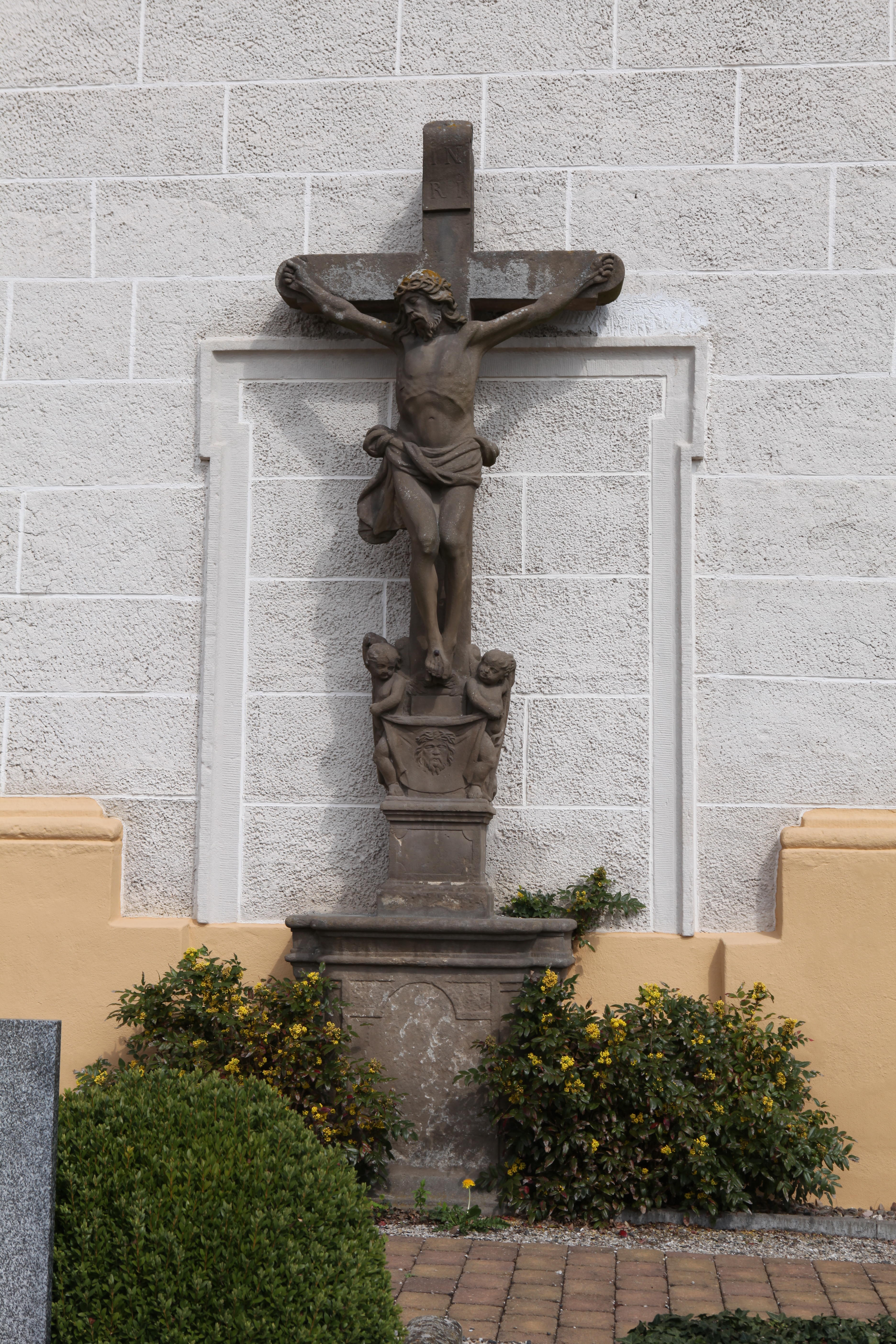
Kruzifix vor südwestlicher Fassade

An der südwestlichen Außenwand befindet sich ein Kruzifix aus Sandstein, wohl um 1800 entstanden. Am Fuß des Kreuzes sind zwei Putten, das Schweißtuch der heiligen Veronika haltend.

## Orgel
Im Jahr 1907 stellte die Bayreuther Firma Wolf & Sohn die Orgel auf. Das Instrument hat sechs Register und einen pneumatischen Kegelladen auf einem Manual und Pedal. Der dreiteilige Orgelprospekt besteht in der Mitte aus zwei kleinen Rundbogenfeldern und seitlich aus hohen Rechteckfeldern und wird durch einfache Neurenaissanceschnitzereien verziert.